# Saint-Louis-de-Gonzague, Montérégie
Saint-Louis-de-Gonzague är en kommun av typen socken (municipalité de paroisse) i provinsen Québec i Kanada. Den ligger i regionen Montérégie, i den sydöstra delen av landet, 140 km öster om huvudstaden Ottawa.